# Isaac Roberto López
Isaac Roberto López (Buenos Aires, 1º marzo 1916 – Buenos Aires, 15 luglio 1991) è stato un calciatore argentino, di ruolo portiere.

## Carriera
Ha giocato per quindici anni nel Chacarita Juniors, collezionando 343 presenze in Primera División e 33 in Segunda División.
Il 28 marzo 1943 ha giocato la sua unica partita in Nazionale contro l'Uruguay, in occasione dell'incontro valevole per la Copa Juan R. Mignaburu terminato sul punteggio di 3-3. López ha giocato i primi 28 minuti, venendo poi sostituito da Fernando Bello.

## Palmarès

### Club

#### Competizioni nazionali
- Primera B Nacional: 1

Chacarita Juniors: 1941